# Tobias Krick
Tobias Krick (* 22. Oktober 1998 in Bingen am Rhein) ist ein deutscher Volleyballnationalspieler.

## Karriere

### Verein
Krick begann seine Karriere beim TuS Gensingen. Danach war er in den Jugendmannschaften der TGM Mainz-Gonsenheim aktiv und holte mit dem Team dreimal Bronze bei der deutschen Jugend-Meisterschaft. Von 2013 bis 2015 war er in der zweiten Bundesliga beim Volleyball-Internat Frankfurt aktiv.
Zur Saison 2015/16 wechselte Krick zum Bundesliga-Aufsteiger United Volleys Frankfurt. Mit dem Verein kam er im DVV-Pokal 2015/16 ebenso ins Halbfinale wie in den Bundesliga-Playoffs. Im CEV-Pokal 2016/17 trug Krick in sieben Spielen mit 59 Punkten dazu bei, dass die United Volleys Frankfurt das Halbfinale erreichten. Im DVV-Pokal 2016/17 schieden die Frankfurter bereits im Achtelfinale gegen Berlin aus und im CEV-Pokal war im Sechzehntelfinale Schluss. In der Hauptrunde der Bundesliga-Hauptrunde hatte Krick die zweitmeisten Blockpunkte der Liga und wurde mit dem Team wieder Dritter. In der Saison 2017/18 erreichte er mit den United Volleys abermals das Halbfinale des DVV-Pokals und den dritten Rang in der Bundesliga. 2018/19 kamen die Frankfurter über die Qualifikation in die Gruppenphase der Champions League. Der Mittelblocker verpasste jedoch wegen Rückenbeschwerden für den größten Teil der Saison. In der Saison 2019/20 schieden die United Volleys im Pokal-Viertelfinale gegen Düren aus und die Bundesliga-Saison wurde abgebrochen, als sie Zweitplatzierter der Hauptrunde waren.
Krick wechselte 2020 nach Italien zu Top Volley Cisterna. Danach wechselte der Mittelblocker zum Ligakonkurrenten Pallavolo Modena. Im Herbst 2023 kehrte er in die Bundesliga zurück und spielt seitdem für die Berlin Recycling Volleys. Mit dem Verein gewann er je zweimal den DVV-Pokal und die deutsche Meisterschaft. Nach der Saison 2024/25 gab er seinen Abschied vom deutschen Rekordmeister bekannt.

### Nationalmannschaft
Mit der deutschen Junioren-Nationalmannschaft wurde der Mittelblocker 2015 bei der U19-Europameisterschaft in der Türkei Vierter und nahm an der Weltmeisterschaft in Argentinien teil. Bei der U20-Europameisterschaft 2016 in Bulgarien wurde er mit den deutschen Junioren Sechster. Im Sommer 2017 wurde Krick mit der A-Nationalmannschaft bei der Europameisterschaft in Polen Vize-Europameister. Bei der EM 2019 wurde er mit Deutschland nach dem Viertelfinal-Aus gegen Weltmeister Polen Fünfter. 2022 erreichte er bei der Weltmeisterschaft mit der Nationalmannschaft das Achtelfinale, das gegen Gastgeber Slowenien verloren ging. Mit dem Verein gewann er den CEV-Pokal 2022/23.
Im Herbst 2023 schaffte Krick mit der Nationalmannschaft die Qualifikation für die Olympischen Spiele 2024. Beim Turnier erreichte er mit dem deutschen Team das Viertelfinale gegen Frankreich, das im Tiebreak verloren ging.

## Sonstiges
Krick hat auf seinem TikTok-Profil mehr als fünf Millionen Follower und hat mit seinen erfolgreichsten Videos Aufrufzahlen im zweistelligen Millionenbereich geschafft.